# Farrodes pakitza
Farrodes pakitza är en dagsländeart som beskrevs av Domínguez, Molineri och Peters 1996. Farrodes pakitza ingår i släktet Farrodes och familjen starrdagsländor. Inga underarter finns listade i Catalogue of Life.